# Янгер, Эдвард Джордж, 3-й виконт Янгер Лекский
Эдвард Джордж Янгер, 3-й виконт Янгер Лекский (англ. Edward George Younger, 3rd Viscount Younger of Leckie; 21 ноября 1906 — 25 июня 1997) — шотландский дворянин и британский пэр.

## Происхождение и образование
Лорд Янгер из Леки происходил из шотландской семьи, которая зарабатывала на пивоварении с XVIII века и вошла в аристократию в начале XX века. Его предок Джордж Янгер был основателем семейного пивоваренного бизнеса George Younger and Son. Праправнук этого Джорджа Янгера, также названный Джордж Янгер (1851—1929), занялся политикой и получил титул виконта Янгера Лекского в 1923 году. С тех пор это пэрство передается по непрерывной линии от отца к сыну.
Родился 21 ноября 1906 года. Старший сын Джеймса Янгера, 2-го виконта Янгера Лекского (1880—1946), и его жены Мод Гилмор (дочери сэра Джона Гилмора, 1-го баронета).
Он получил образование в Винчестерское колледже и в Новом колледже Оксфордского университета, получив в 1928 году степень бакалавра искусств.

## Карьера
Он получил чин лейтенанта в 7-м батальоне горцев Аргайла и Сазерленда. Участник Второй мировой войны. В 1940 году он стал офицером Ордена Британской империи. В 1941 году он был награжден Территориальным знаком отличия. Он получил чин полковника Генерального штаба.
4 декабря 1946 года после смерти своего отца Эдвард Янгер унаследовал титулы 3-го виконта Янгера из Леки, Аллоа, в графстве Клакманнаншир и 3-го баронета Янгера из Леки, графство Клакманнаншир, став членом Палаты лордов Великобритании.
Заместитель лейтенанта Стерлингшира (1947—1964), директор George Younger and Son (1963), лорд-лейтенант Стрелингшира (1964—1975) и Стерлинга и Фолкерка (1975—1979).

## Личная жизнь
7 июня 1930 года Эдвард Янгер женился на Эвелин Маргарет Макклур (? — 23 июля 1983), дочери сэра Александра Логана МакКлура и Джесси Эвелин Рэмси Хотсон. У супругов было четверо детей:
- Джордж Кеннет Хотсон Янгер, 4-й виконт Янгер Лекский (22 сентября 1931 — 26 января 2003)[2], старший сын и преемник отца.
- Достопочтенный Александр Джеймс Янгер (5 мая 1933 — 21 июля 2016)[2]
- Достопочтенная Розалинда Эвелин Янгер (род. 12 октября 1937)[2]
- Достопочтенный Роберт Эдвард Гилмор Янгер (25 сентября 1940 — 23 декабря 2012)[2].